# دره تورمیک
تورمیک دره‌ای است در رشته کوه قراقوروم که در ناحیه اسکاردو در گیلگیت-بالتستان قرار دارد و در کشور پاکستان واقع است. ابتدای این دره از استاک لا است و دره باشا در شرق و دره استاک در غرب آن قرار دارد.
این دره دومین دره بزرگ از نظر جمعیت و مساحت در این منطقه و دره استاک در جایگاه اول در بخش روندو است.